# Сухы-Ляс (гмина)
Сухы-Ляс (пол. Suchy Las) — сельская гмина (волость) в Польше, входит как административная единица в Познанский повет, Великопольское воеводство. Население — 14 109 человек (на 2008 год).

## Соседние гмины
1. Гмина Мурована-Гослина
2. Гмина Оборники
3. Гмина Рокетница
4. Гмина Червонак
5. Познань